# 小娄巷
31°34′40″N 120°18′00″E / 31.57769°N 120.29993°E
小娄巷为位于中国江苏省无锡市梁溪区的一处历史文化街区，无锡市四大历史文化街区之一。

## 特点
其范围东西分别至苏家弄和新生路，南北分别至崇宁路和福田巷，现存北面和南面的东半部，占地面积约4万平方米。该片区为无锡谈氏和秦氏两大名门望族的世居之地，始于宋代、盛于明清，自宋代以来曾有一位状元、十三位进士和十五位举人出自此处。现存建筑以晚清-民国时期的为主，2002年其中25个门牌号范围内的古建筑被列入江苏省文物保护单位，另在小娄巷50号存有无锡市古树名木中的唯一一株清代牡丹。然而2008年由无锡市崇安区政府重点项目建设办公室和崇安城市投资发展有限公司提交“修复和建设小娄巷历史文化街区”项目相关拆迁手续，并由无锡市规划局、建设局通过，进而以保护性修复的名义对该区域内的建筑进行了拆迁和改造，并试图将其打造为慢生活体验街区。